# A Szamjutta-nikája szuttái
A páli kánon részét képező Szutta-pitakához tartozó Szamjutta-nikája több ezer szuttát tartalmaz. Ezek közül néhány példa:
- Anattalakkhana-szutta (SN 22.59) – Az éntelenség jegye, magyar fordításai: A páli fordító csoport,[1] Martinusz Mária[2]
- Dhammacsakkappavattana-szutta (SN 56.11) – A Tan kerekének elindítása, magyar fordításai: Vekerdi József,[3] Farkas Pál,[4] A páli fordító csoport,[5] Martinusz Mária[6]
- Tűzbeszéd (SN 35.28 - Ádittaparijája-szutta) – A tűzbeszéd, magyar fordításai: Tenigl-Takács László,[7] a páli fordító csoport,[8] Vekerdi József[9]
- Kaccsánagotta-szutta (SN 12.15) – Tanítóbeszéd Kaccsánának[10]